# Tigraj
Tigraj (tigr. ክልል ትግራይ, amh. ትግራይ ክልል) – region administracyjny leżący w północnej Etiopii, z siedzibą władz w mieście Mekelie. Sąsiaduje z regionami: Afar na wschodzie, Amhara na południu oraz z Sudanem na zachodzie i z Erytreą na północy.
Region zajmuje powierzchnię 41 410 km² i w roku 2017 liczył 5 247 005 mieszkańców.
- Religie: chrześcijanie koptyjscy 95,5%, muzułmanie 4,1%, katolicy 0,4% (1994 r.)
- Skład etniczny: 94,98% Tigrajczycy, 2,6% Amharowie, 0,7% Erob i 0,05% Kunama (1994 r.)
- Język urzędowy: język tigrinia

83% ludności zajmuje się rolnictwem. Uprawia się głównie teff i jęczmień a także: fasolę, ziemniaki i cebulę. W celu zwiększenia plonów stosuje się nawadnianie, na stokach górskich tworzy się tarasy. Z regionu eksportuje się także bawełnę i sezam. Zajęcie mieszkańcom Tigraju daje również rzemiosło (głównie złotnictwo, malarstwo i rzeźbiarstwo w drewnie).
Dawniej Tigraj był porośnięty lasami, z których duża część została wycięta, co naraziło glebę na erozję. Dla krajobrazu regionu charakterystyczne są rozległe wyżyny i równiny. Atrakcyjny turystycznie jest łańcuch górski (3250 do 3500 metrów n.p.m.), zawierający liczne ściany i uskoki. Najwyższym szczytem jest Kisad Gudo (3935 m n.p.m.). Klimat Tigraju bywa zaliczany do trzech typów: kolla (półsuchy), obejmujący 39% obszaru, woina dega (ciepły umiarkowany), zajmujący 49% terenu, i dega (umiarkowany), obejmujący 12% obszaru. Średnia suma opadów wynosi od 450 do 980 mm.
Głównymi rzekami są Tekeze i Mereb.
Tigraj jest jednym z najbogatszych w surowce regionów Etiopii. Znajduje się tu m.in. złoto, rudy miedzi, rudy żelaza oraz cynku i ołowiu.
Region słynie z licznych zabytków kultury przedchrześcijańskiej. Ze sławniejszych miejsc można wymienić: obelisk z Aksum z drugiego stulecia przed naszą erą, świątynię Księżyca (500 rok p.n.e.), pałac i łaźnię królowej Saby czy Arkę Przymierza, która rzekomo miała tu przybyć ze Świątyni Jerozolimskiej. W listopadzie 2020 w Tigraju wybuchł konflikt.

## Galeria

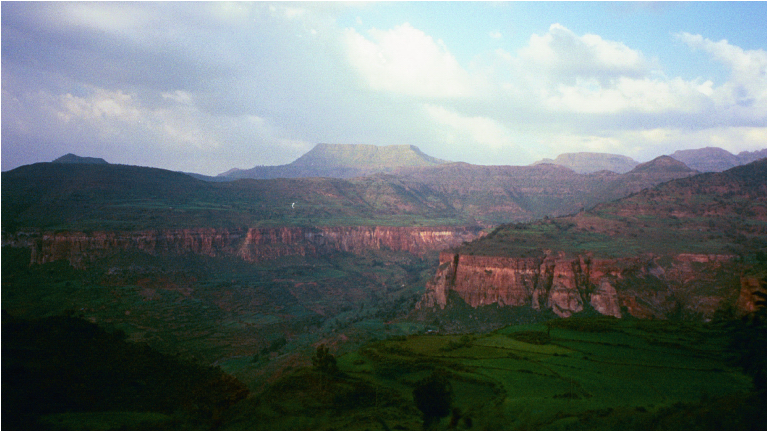
Kanion górski w regionie Tigray
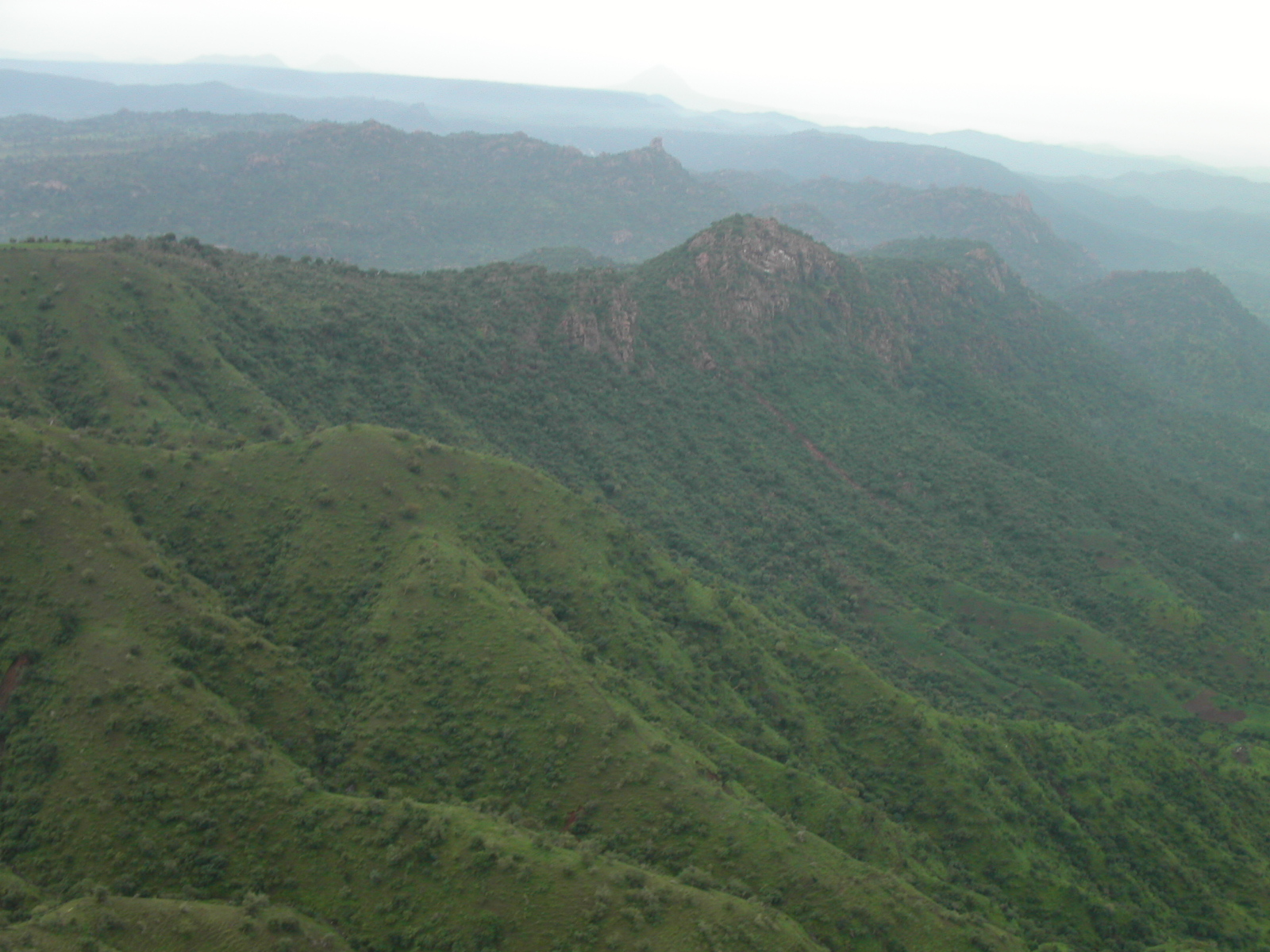
Endaselassie